# Saint-Armel (Ille-et-Vilaine)
Saint-Armel település Franciaországban, Ille-et-Vilaine megyében. Lakosainak száma 2344 fő (2022. január 1.). Saint-Armel Nouvoitou, Bourgbarré, Corps-Nuds és Vern-sur-Seiche községekkel határos.

## Népesség
A település népessége az elmúlt években az alábbi módon változott:
| Lakosok száma | 716  | 1003 | 1290 | 1721 | 1848 | 1845 | 1981 | 2206 | 2219 | 2344 |
|               | 1968 | 1982 | 1990 | 2006 | 2013 | 2015 | 2017 | 2019 | 2020 | 2022 |